# Károlyi Tibor (politikus)
Nagykárolyi gróf Károlyi Tibor János Jusztin (Pozsony, 1843. szeptember 26. – Abbázia, 1904. április 5.) politikus, országgyűlési képviselő, a főrendiház elnöke.

## Élete
A jómódú magyar főnemesi nagykárolyi gróf Károlyi család sarja. Szülei nagykárolyi gróf Károlyi György (1802–1877) főispán, királyi valóságos belső titkos tanácsos, magyar királyi főudvarmester, politikus, nagybirtokos, valamint zicsi és vázsonykői gróf Zichy Karolina (1818–1903) voltak. Apai nagyszülei gróf Károlyi József (1768–1803), Békés vármegye főispánja, majd Szatmár vármegye örökös főispánja, kamarás, földbirtokos és gróf Elisabeth von Waldstein–Wartenberg (1769–1813) voltak. Anyai nagyszülei gróf zicsi és vázsonykői Zichy Károly (1785–1876), császári és királyi kamarás, földbirtokos és gróf németújvári Batthyány Antónia (1789–1825) voltak. Keresztszülei gróf Zichy János Nepomük és gróf Batthyány Lajosné gróf Zichy Antónia voltak; gróf Zichy Domonkos veszprémi püspök keresztelte meg. Öccse, Károlyi István.

### Házassága és leszármazottjai
1868. június 9-én feleségül vette gróf Emma von Degenfeld-Schonburgot (Nyírbakta, Szabolcs vármegye, 1844. november 25.–Aradmácsa, Arad vármegye, 1901. december 22.), akinek a szülei gróf Degenfeld-Schonburg Imre (1810–1883), földbirtokos és bökönyi Bek Paulina (1815–1856) voltak. Frigyükből született:
- gróf Károlyi Gabriella (Budapest, 1869. március 15.–Budapest, 1945. március 24.). Férje: zsadányi és törökszentmiklósi gróf Almássy Dénes (Kétegyháza, 1863. március 23.–Kétegyháza, 1940. augusztus 12.)
- gróf károlyi Károlyi Gyula (Nyírbakta, 1871. május 7. – Budapest, 1947. április 23.) magyar politikus, 1931 augusztusától 1932 októberéig Magyarország miniszterelnöke. Felesége: nagykárolyi gróf Károlyi Melinda Ágota Jozefa Julianna Karolina (Zsombolya, Torontál vármegye, 1872. szeptember 15.–Majk, Komárom vármegye, 1955. december 18.)
- gróf Károlyi Imre György Károly Pál Tibor (Aradmácsa, 1873. január 10.–Nagymágocs, 1943. július 24.). Felesége: nagykárolyi gróf Károlyi Zsófia.
- gróf Károlyi Ferenc (1875–1899)
- gróf Károlyi Antal György Imre Pál Ottó (Aradmácsa, 1877. július 15.)

## Politikai pályája
Birtokai a 19. század végén Szatmár vármegyében, a róla elnevezett Tiborszálláson voltak.
Húszévesen, 1863-ban testvéreivel hosszabb külföldi körutazásra indult, amelynek során bejárta többek között Spanyolországot, de Afrikába is eljutott. Az 1866-os porosz–osztrák–olasz háború kitörésérének hírére visszatért Európába és csatlakozott a poroszok oldalán harcoló Klapka György légiójához, ahol a tábornok szárnysegédje lett. A háború után Párizsba utazott, ahonnan 1867-ben tért vissza Magyarországra.

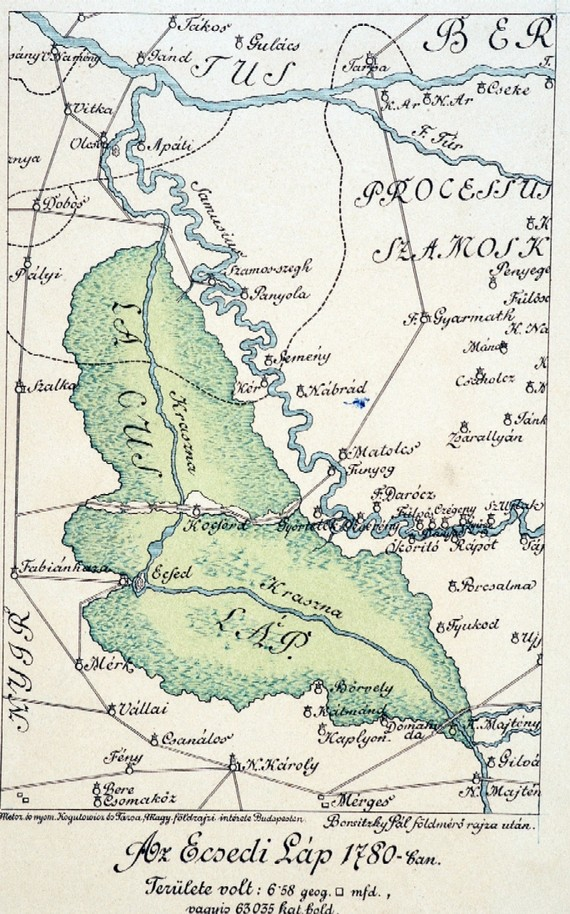
Az Ecsedi láp 1780-ban. 1894-ben gróf Károlyi Tibor vezetésével társulatot hoztak létre az Ecsedi-láp lecsapolására

1875-től 1884-ig országgyűlési képviselő volt a Szabadelvű Párt színeiben az első két ciklusban az orosházi, majd harmadik ciklusában (1881–1884) a pécskai kerületből. 1894-ben a vezetésével társulatot hoztak létre az Ecsedi-láp lecsapolására.
Ezután megválasztották a főrendiház örökös tagjává, melynek 1888. október 10-től másod-, majd 1894. szeptember 16-tól első alelnöke, majd 1898. július 17-től 1900. október 2-áig elnöke volt. 1894-ben valóságos belső titkos tanácsosi rangot is kapott.
Első képviselővé választásától kezdve hat választási cikluson keresztül tevékenykedett különböző parlamenti bizottságokban, közülük is legtöbbet (három cikluson át) a közoktatásiban.
A politika mellett időt szentelt a gazdaságnak és a művészeteknek is; többek között elsőként fordította magyarra a neves francia történész, Edgar Quinet Histoire de la campagne de 1815 című, a francia forradalmat kritikusan elemző átfogó művét, valamint John Lothrop Motley egyik, a németalföldi szabadságharccal foglalkozó könyvét is, valamint kiadta a Károlyi család oklevéltárát öt kötetben.
Gazdasági tevékenységei közül messze kiemelkedik a kor jelentős vízszabályozási műveleteiben vállalt része, amelynek keretében elnöke volt a Tisza, a Maros, a Körös és a Szamos balparti ármentesítő, valamint a Nyírvíz szabályozó, illetve az Ecsedi-lápot lecsapoló társulatoknak.
Társadalmi munkát is vállalt; így lett Ipolyi Arnold után a Magyar Képzőművészeti Társulat elnöke, a kisbirtokosok földhitelintézetének alelnöke, valamint az Adriai Tengerhajózási Társaság igazgatósági elnöke. Abbáziában (a mai Opatija) érte a halál, holttestét Kaplonyban helyezték örök nyugalomra.